# Hebli, Aland
Hebli là một làng thuộc tehsil Aland, huyện Gulbarga, bang Karnataka, Ấn Độ.